# Roetnachtzwaluw
De roetnachtzwaluw (Nyctipolus nigriscens, synoniem Caprimulgus nigrescens) is een vogel uit de familie van de nachtzwaluwen (Caprimulgidae).

## Verspreiding en leefgebied
De broedgebieden van de roetnachtzwaluw liggen in het Amazoneregenwoud (Bolivia, Brazilië, Colombia, Ecuador, Frans-Guyana, Guyana, Peru, Suriname en Venezuela).

## Status
De roetnachtzwaluw heeft een groot verspreidingsgebied en daardoor is de kans op uitsterven gering. De grootte van de populatie is niet gekwantificeerd, maar hij is plaatselijk redelijk algemeen. Om deze redenen staat deze nachtzwaluw als niet bedreigd op de Rode Lijst van de IUCN.